# Provincias Cautivas

Durante a ocupação e administração chilena de Tacna e Arica, o termo "provincias cautivas" ganhou mais notoriedade entre a população peruana.

Provincias Cautivas (Províncias Cativas) é o termo pelo qual foram chamados os departamentos do sul  no Peru após a Guerra do Pacífico, quando as províncias de Tarata, Tacna e Arica permaneceram sob administração chilena como resultado do Tratado de Ancón até que um plebiscito resolvesse a disputa em torno de sua posse. 
O referendo nunca foi realizado e finalmente o Tratado de Lima de 1929 deu Arica ao Chile e Tacna ao Peru. Tarata foi devolvida ao Peru em 1925.

## Histórico
Ao contrário do departamento peruano de Tarapacá, cuja transferência para o Chile em 1883 não teve repercussões duradouras além das econômicas, a entrega de Tacna e Arica gerou inquietação no Peru que influenciou as negociações entre os dois países e foi confrontada com a chilenização de Tacna e Arica.
O governo do presidente peruano Augusto B. Leguía fez um anúncio denominando as regiões de Tacna e Arica como provincias cautivas. Após a assinatura do Tratado de Lima em 1929, o termo provincias cautivas não foi mais utilizado.
De 1968 a 1980, durante o Governo Revolucionário das Forças Armadas, o General Juan Velasco Alvarado voltou a utilizar o termo provincias cautivas para se referir aos territórios que hoje compreendem as regiões chilenas de Arica e Parinacota e Tarapacá.